# ماراواتو بفنه
ماراواتو بفنه (به لاتین: Marovato Befeno) یک منطقهٔ مسکونی در ماداگاسکار است که در Ambovombe District واقع شده‌است.
 ماراواتو بفنه  ۶۰٬۰۰۰ نفر جمعیت دارد و ۲۱۱ متر بالاتر از سطح دریا واقع شده‌است.